# Campeonato nacional de Estados Unidos 1922
Lista de los campeones del Campeonato nacional de Estados Unidos de 1922:

## Senior

### Individuales masculinos
Bill Tilden vence a  Bill Johnston, 4–6, 3–6, 6–2, 6–3, 6–4

### Individuales femeninos
Molla Bjurstedt Mallory vence a  Helen Wills Moody, 6–3, 6–1
6–3, 6–1

### Dobles masculinos
Bill Tilden /  Vincent Richards vencen a  Gerald Patterson /  Pat O'Hara Wood, 4–6, 6–1, 6–3, 6–4

### Dobles femeninos
Mary Browne /  Helen Wills vencen a  Edith Sigourney /  Molla Bjurstedt Mallory, 6–4, 7–9, 6–3

### Dobles mixto
Molla Bjurstedt Mallory /  Bill Tilden vencen a  Helen Wills /  Howard Kinsey, 6–4, 6–3
| Predecesor: 1921                         | Campeonato nacional de Estados Unidos 1922 | Sucesor: 1923                           |
| Predecesor: Campeonato de Wimbledon 1922 | Grand Slam 1922                            | Sucesor: Campeonato de Australasia 1923 |

- Datos: Q2410758